# Championnat National, Division 1
Die Division 1 des Championnat National ist die höchste Spielklasse des nationalen Fußballverbands von Dschibuti, der Fédération Djiboutienne de Football.

## Alle Meister
- 1987: AS Etablissements Merill
- 1988: AS Compagnie Djibouti-Ethiopie
- 1989: nicht gespielt
- 1990: nicht gespielt
- 1991: Aéroport
- 1992: nicht gespielt
- 1993: nicht gespielt
- 1994: Force Nationale Securité
- 1995: Force Nationale Securité
- 1996: Force Nationale Securité
- 1997: Force Nationale Securité
- 1998: Force Nationale Securité
- 1999: Force Nationale Securité
- 2000: AS Compagnie Djibouti-Ethiopie
- 2001: Force Nationale de Police
- 2001/02: AS Boreh
- 2002/03: Gendarmerie Nationale
- 2003/04: Gendarmerie Nationale
- 2004/05: AS Compagnie Djibouti-Ethiopie
- 2005/06: FC Société Immobiliére de Djibouti (S.I.D)
- 2007: AS Compagnie Djibouti-Ethiopie
- 2007/08: FC Société Immobiliére de Djibouti (S.I.D)
- 2008/09: Djibouti Télécom
- 2009/10: AS Port
- 2010/11: AS Port
- 2011/12: AS Port
- 2012/13: Djibouti Télécom
- 2013/14: Djibouti Télécom
- 2014/15: Djibouti Télécom
- 2015/16: Djibouti Télécom
- 2016/17: Djibouti Télécom
- 2017/18: Djibouti Télécom
- 2018/19: AS Port
- 2019/20: CF Garde Républicaine/SIAF
- 2020/21: AS Arta/Solar7
- 2021/22: AS Arta/Solar7
- 2022/23: CF Garde Républicaine/SIAF
- 2023/24: AS Arta/Solar7
- 2024/25: AS Ali Sabieh/Djibouti Télécom